# Hexapropymate
Hexapropymate là một thuốc an thần/thôi miên. Nó có tác dụng tương tự như của barbiturat và được sử dụng trong những năm 1970-1980 trong điều trị chứng mất ngủ trước khi được thay thế bằng các loại thuốc mới hơn với hồ sơ an toàn được cải thiện.